# Bethy Mununga
Bethy Mununga, née le 22 juillet 1997 à Kinshasa, est une joueuse belge de basket-ball.

## Biographie
Elle poursuit des études secondaires au Community College de Northeastern Oklahoma A&M (en) puis rejoint, en 2019, l'équipe des Bulls de l'université du Sud de la Floride en NCAA, où elle suit un cursus en sciences de la santé générale avec une spécialisation en infirmerie.
Après sa carrière universitaire, elle fait ses débuts professionnels avec le club roumain de Sepsi SIC (en) (7,3 points, 11,8 rebonds sur le début de saison d'Euroligue 2023-2024). Elle figure dans la rotation de l'équipe nationale belge qui remporte le championnat d'Europe 2023 (1,6 point et 5,6 rebonds en 15 minutes). Pour pallier la blessure à la cheville de Maïa Hirsch, elle est engagée fin décembre 2023 par le club français de Villeneuve-d'Ascq.

## Palmarès

### En club
- Championne de France LFB 2024 avec Villeneuve-d'Ascq[4]

### Équipe nationale
- Médaille d'or à l'Eurobasket 2023
- Médaille d'or à l'Eurobasket 2025